# Kasteel Regahof

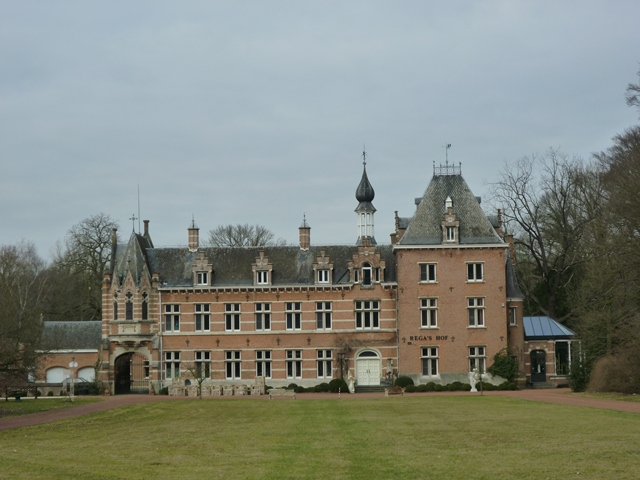
Kastee; Regahof

Het Kasteel Regahof (ook: Kasteel Heikant) is een kasteel in de tot het Vlaams-Brabantse Rotselaar behorende plaats Heikant, gelegen aan de Steenweg op Gelrode 73-75.

## Geschiedenis
Het domein was in 1724 aangekocht door Hendrik Jozef Rega, medicus en hoogleraar. Deze liet er een "huis van plaisantie" bouwen. In 1838 overleed Antoinette Rega als laatste telg van het geslacht. Het goed kwam aan Philippe de Wouters de Bouchout. Diens kleinzoon, Lambert de Wouters d'Oplinter, kwam hier in 1880 te wonen. Hij liet het bestaande, en al meermaals verbouwde, huis ingrijpend wijzigen en zo ontstond een eclectisch kasteeltje met een neogotische kapel en neotraditionele baksteenbouw met speklagen, een en ander naar ontwerp van Joseph Schadde. Het kasteel bezit enkele torens op vierkante plattegrond.
Omstreeks 1890 werd het kasteel omgevormd naar een tuin in Engelse landschapsstijl, met onder meer een serpentinevijver en een kunstmatige grot.